# Martin Dempsey
Martin Edward Dempsey (Nova Jérsei, 14 de março de 1952) é um general aposentado do Exército dos Estados Unidos. Em 2015, apareceu na lista de 100 pessoas mais influentes do ano pela Time.